# Albungen

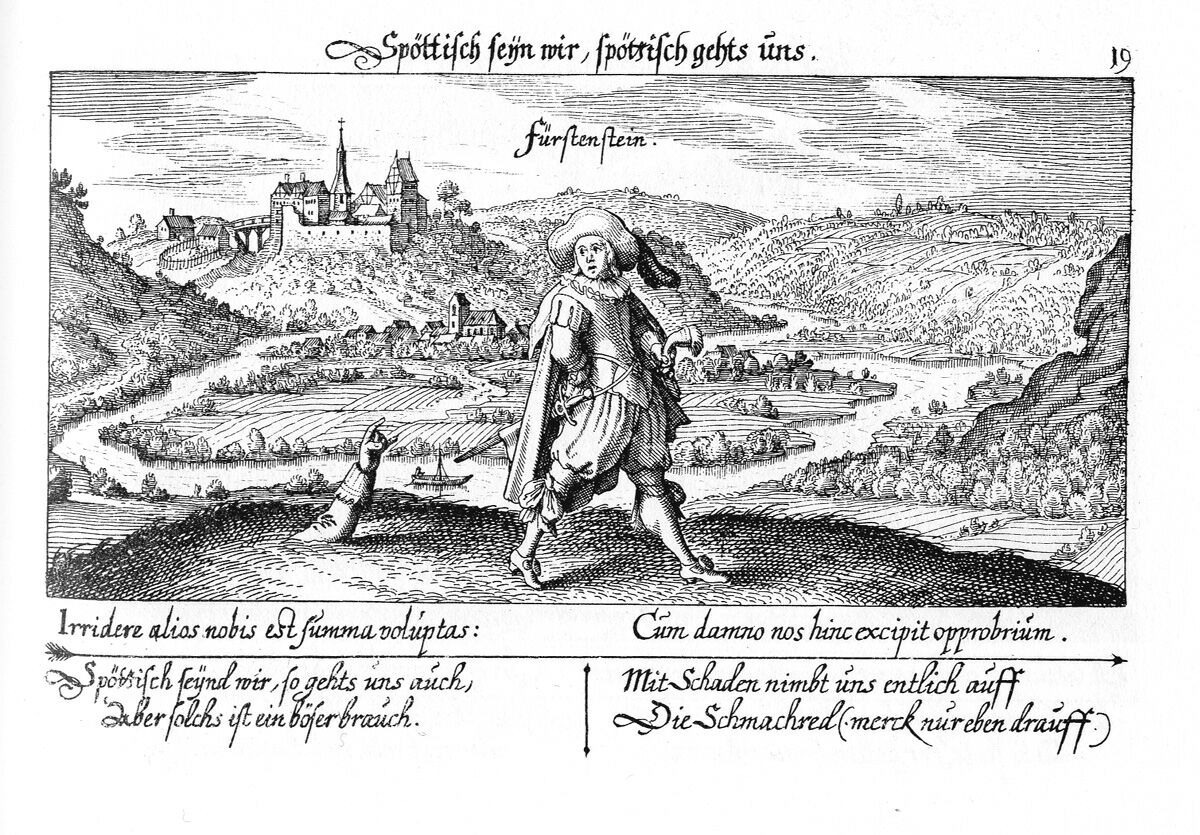
Albungen und Burg Fürstenstein zu Beginn des 17. Jahrhunderts

Albungen ist ein Stadtteil von Eschwege im nordhessischen Werra-Meißner-Kreis.

## Geographie
Albungen liegt rund 6,4 km (Luftlinie) nordwestlich der Stadtverwaltung in Eschwege. Es befindet sich im Tal der Werra, die östlich am Dorf vorbeifließt und in die südlich des Orts die Berka mündet. Jenseits der Werra erheben sich die äußersten Südwestausläufer des Höhenzugs Gobert. Im Westen führen die Bahnstrecke Bebra–Göttingen und die Bundesstraße 27 an Albungen vorbei. Das Gebiet des Stadtteils besteht aus der Gemarkung Albungen im Norden des Gemeindegebiets mit einer Fläche von 493 Hektar, davon sind 216 Hektar Wald. In der Gemarkung liegen die folgenden aktuellen bzw. historischen Siedlungsplätze:
- Wüstung Altestadt[4]
- Haus Auf der Sommerliede[5]
- Bahnhof Albungen[6]
- Wüstung Berka[7]
- Burg Bilstein[8][9]
- Burg Fürstenstein[10][11]
- Guts- und Forstbezirk Fürstenstein (Domäne)[12]
- Gehöftgruppe Heiligenstein[13]
- Wüstung Hildeburg[14]
- Burg Hohe Schanze[15][16]
- Wüstung Kupferbergwerk[17]
- Wüstung Kupferbergwerksstollen[18]
- Schanze (Albungen)[19][20]
- Schnepfenburg[21][22]
- Gewerbesiedlung Spinnerei und Elektrizitätswerk[23]
- Haus Weigang[24]
- Gewerbesiedkung Ziegelei[25]

Die Ortslage befindet sich auf 151 bis 190 m ü. NHN und der höchste Punkt der Gemarkung liegt bei etwa 245 Meter im Nordwesten der Gemarkung.
Nachbarorte sind Motzenrode im Nordosten, Jestädt im Südosten, Niederhone im Südsüdosten, Weidenhausen im Südsüdwesten, Wellingerode im Südwesten, Hitzerode im Nordwesten und Kleinvach im Norden. Südsüdöstlich oberhalb von Albungen thront jenseits der Werra die Burg Fürstenstein, nur etwa 1,2 km westlich die Burgruine Schnepfenburg und etwa weitere 500 m westlich der Burgstall der Burg Bilstein.

## Geschichte

### Ortsgeschichte
Die älteste bekannte schriftliche Erwähnung von Albungen erfolgte unter dem Namen Albungun im Urkundenbuch der Reichsabtei Hersfeld
und datiert auf das Jahr 1075. Weitere Erwähnungen des Ortes erfolgen als Alfungen und Albungin bevor er ab 1708 endgültig als Albungen genannt wird.
Bis zum Jahr 1301 gehört das Dorf zu Einflussbereich der Bilsteiner. 1308 besitzen die Herren von Treffurt als Rechtsnachfolger der Bilsteiner vier Hufen in Albungen als fuldisches Lehen. Vermutlich gelangen dann genau diese in die Hände der Herren von Diede, die 1322 ebenfalls vier Hufen als fuldisches Lehen innehaben. Bei Güterveräußerungen holen sie - so etwa 1369 - die Genehmigung des Lehnsherrn ein. Auch von den hessischen Landgrafen werden die Diede 1428 mit einem Hof, gelegen in dem Dorf Albungen, 2 Ackern Land und anderem belehnt. Darüber hinaus verfügen sie über Eigenbesitz. Die Landgrafen geben auch an andere Burgmann Lehen in Albungen aus, so um 1376 an Konemund Eselskopf.
Im Jahr 1585 stehen 20 Hausgesessene den Dieden, 7 denen von Eschwege zu. In der frühen Neuzeit reklamieren die Landgrafen die peinliche Gerichtsbarkeit (hohe Obrigkeit) für sich, die niedere überlassen sie den Dieden. Bis zu ihrem Aussterben 1807 verfügen die Diede über einen stattlichen Gutshof am südwestlichen Ortsausgang und haben entscheidenden Einfluss auf das Dorfgeschehen. 1750 sind alle Hintersassen dem Adel dienst- und zinspflichtig.
Bezüglich der Grundherrschaft und Grundbesitz sind die folgenden Ereignisse belegt:
- Im Mittelalter bis zum Aussterben 1807 übten die Diede zum Fürstenstein die Grundherrschaft aus.
- 1236 verleih Graf Widekind von Bilstein dem Kloster Lippoldsberg Zollfreiheit bei dem Dorf Albungen.
- 1284 besitzt Ditmar von Vierbach bilsteinische Lehen in Albungen, die er dem Kloster Germerode überträgt. Das Kloster kann seinen Besitz in der Folge vermehren und erwirbt 1357 von denen von Nazza, ehemals bilsteinische Vasallen, deren gesamten dortigen Besitz. 1374 und 1451 besitzt das Kloster Germerode in Albungen ein Vorwerk mit vier Hufen und einem Hof, die 20 Malter jährliche Erbpacht erbringen.

Vor dem Zweiten Weltkrieg wurde im Dorf Tabak angebaut. Im Jahre 1939 hatte der Ort 331 Einwohner. Schon damals gehörte Albungen zum Amtsgericht und Finanzamt Eschwege.
Zum 1. April 1972 wurde die bis dahin selbständige Gemeinde im Zuge der Gebietsreform in Hessen auf freiwilliger Basis in die Kreisstadt Eschwege eingemeindet. Für Albungen wurde, wie für die anderen eingemeindeten ehemals eigenständigen Gemeinden von Eschwege, ein Ortsbezirk eingerichtet.

### Gerichte
Die Gerichtsbarkeit über Albungen wurde im Mittelalter durch das Gericht Bilstein auf der Burg Bilstein bei Eschwege und dem Klostergericht Germrode ausgeübt. Der Klosterbezirk gehörten ursprünglich zur Herrschaft Bilstein. Sie kamen 1301 durch Kauf zur Landgrafschaft Hessen und wurden nach der Säkularisation der Klöster im Jahre 1527 als landesherrliches Gericht weiter geführt (Amt Eschwege, Gericht Bilstein.) Von 1627 bis 1632 gehörte es zur landgräflichen Nebenlinie von Hessen-Rotenburg.
Die weitere Zuständigkeit entwickelte sich wie folgt:
- 1801–1813: Friedensgericht Bischhausen im Königreich Westphalen[Anm. 1]
- 1813–1834: Amt Eschwege Gericht Bilstein erste Instanz, zweite Instanz Justizkanzlei Rotenburg
- 1834: Justizamt Eschwege II (Abtrennung der Justiz) erste Instanz, zweite Instanz Obergericht für die Provinz Niederhessen erste Instanz, zweite Instanz Obergericht für die Provinz Niederhessen
- 1837: Justizamt Eschwege erste Instanz, zweite Instanz Obergericht für die Provinz Niederhessen
- 1867: Amtsgericht Eschwege (nach der Annexion durch Preußen), zweite Instanz Kreisgericht Kassel
- 1879: Amtsgericht Eschwege erste Instanz (durch das Reichsjustizgesetze), zweite Instanz Landgericht Kassel

### Verwaltungsgeschichte im Überblick
Die folgende Liste zeigt die Staaten und Verwaltungseinheiten, denen Albungen angehört(e):
- vor 1567:  Heiliges Römisches Reich, Landgrafschaft Hessen, Niederfürstentum, Amt Eschwege, Dorf derer von Boyneburg-Hohenstein

- 1075: Gau Germarmark
- 1301: Heiliges Römisches Reich, Herrschaft Bilstein
- ab 1585: Heiliges Römisches Reich,  Landgrafschaft Hessen-Kassel, Amt Eschwege, Dorf der Dieden vom Fürstenstein
  - 1627–1834: Landgrafschaft Hessen-Rotenburg (sogenannte Rotenburger Quart), teilsouveränes Fürstentum unter reichsrechtlicher Oberhoheit der Landgrafschaft Hessen-Kassel bzw. des Kurfürstentums Hessen, Amt Eschwege, Dorf der Dieden vom Fürstenstein („adelige Quart“)
- ab 1787: Heiliges Römisches Reich, Landgrafschaft Hessen-Kassel, Amt Bischhausen
- 1803–1806: Heiliges Römisches Reich, Kurfürstentum Hessen, Amt Bischhausen
- 1807–1813: Königreich Westphalen, Departement der Werra, Distrikt Eschwege, Kanton Aue
- 1814–1821: Kurfürstentum Hessen, Amt Bischhausen
- ab 1821/22: Kurfürstentum Hessen, Provinz Niederhessen, Kreis Eschwege[29][Anm. 3]
- ab 1848: Kurfürstentum Hessen, Bezirk Eschwege
- ab 1851: Kurfürstentum Hessen, Provinz Niederhessen, Kreis Eschwege
- ab 1867: Königreich Preußen,[Anm. 4] Provinz Hessen-Nassau, Regierungsbezirk Kassel, Landkreis Eschwege
- ab 1871: Deutsches Reich, Königreich Preußen, Provinz Hessen-Nassau, Regierungsbezirk Kassel, Kreis Eschwege
- ab 1918: Deutsches Reich, Freistaat Preußen,[Anm. 5]  Provinz Hessen-Nassau, Regierungsbezirk Kassel, Kreis Eschwege
- ab 1944: Deutsches Reich, Freistaat Preußen, Provinz Kurhessen, Landkreis Eschwege
- ab 1945: Deutsches Reich, Amerikanische Besatzungszone,[Anm. 6] Groß-Hessen, Regierungsbezirk Kassel, Landkreis Eschwege
- ab 1946: Deutsches Reich, Amerikanische Besatzungszone, Land Hessen, Regierungsbezirk Kassel, Landkreis Eschwege
- ab 1949: Bundesrepublik Deutschland, Land Hessen, Regierungsbezirk Kassel, Landkreis Eschwege
- ab 1972: Bundesrepublik Deutschland, Land Hessen, Regierungsbezirk Kassel, Landkreis Eschwege, Stadt Eschwege
- ab 1974: Bundesrepublik Deutschland, Land Hessen, Regierungsbezirk Kassel, Werra-Meißner-Kreis, Stadt Eschwege

## Bevölkerung

### Einwohnerstruktur 2011
Nach den Erhebungen des Zensus 2011 lebten am Stichtag dem 9. Mai 2011 in Albungen 330 Einwohner. Darunter waren keine Ausländer. Nach dem Lebensalter waren 54 Einwohner unter 18 Jahren, 123 waren zwischen 18 und 49, 75 zwischen 50 und 64 und 78 Einwohner waren älter. Die Einwohner lebten in 144 Haushalten. Davon waren 36 Singlehaushalte, 45 Paare ohne Kinder und 45 Paare mit Kindern, sowie 15 Alleinerziehende und 3 Wohngemeinschaften. In 36 Haushalten lebten ausschließlich Senioren und in 86 Haushaltungen lebten keine Senioren.

### Einwohnerentwicklung
| Quelle: Historisches Ortslexikon | |
| • 1585:                          | 20 Haushaltungen |
| • 1750:                          | 42 Häuser mit 237 Einwohnern, darunter 49 Hintersassen. An Gewerbetreibenden: 2 Zimmerleute und Schreiner, 22 Leineweber, 11 Tagelöhner, 6 Tagelöhnerinnen, 6 Ackerbauern und einen Gastwirt |

| Albungen: Einwohnerzahlen von 1834 bis 2024 | Albungen: Einwohnerzahlen von 1834 bis 2024 | Albungen: Einwohnerzahlen von 1834 bis 2024 | Albungen: Einwohnerzahlen von 1834 bis 2024 | Albungen: Einwohnerzahlen von 1834 bis 2024 |
| --- | ------------------------------------------- | ------------------------------------------- | ------------------------------------------- | ------------------------------------------- |
| Jahr |                                             |                                             |                                             | Einwohner                                   |
| 1834 | 1834                                        |                                             | 332                                         | 332                                         |
| 1840 | 1840                                        |                                             | 357                                         | 357                                         |
| 1846 | 1846                                        |                                             | 319                                         | 319                                         |
| 1852 | 1852                                        |                                             | 297                                         | 297                                         |
| 1858 | 1858                                        |                                             | 312                                         | 312                                         |
| 1864 | 1864                                        |                                             | 316                                         | 316                                         |
| 1871 | 1871                                        |                                             | 338                                         | 338                                         |
| 1875 | 1875                                        |                                             | 357                                         | 357                                         |
| 1885 | 1885                                        |                                             | 318                                         | 318                                         |
| 1895 | 1895                                        |                                             | 329                                         | 329                                         |
| 1905 | 1905                                        |                                             | 319                                         | 319                                         |
| 1910 | 1910                                        |                                             | 331                                         | 331                                         |
| 1925 | 1925                                        |                                             | 331                                         | 331                                         |
| 1939 | 1939                                        |                                             | 579                                         | 579                                         |
| 1946 | 1946                                        |                                             | 594                                         | 594                                         |
| 1950 | 1950                                        |                                             | 479                                         | 479                                         |
| 1956 | 1956                                        |                                             | 449                                         | 449                                         |
| 1961 | 1961                                        |                                             | 461                                         | 461                                         |
| 1970 | 1970                                        |                                             | 461                                         | 461                                         |
| 1972 | 1972                                        |                                             | 458                                         | 458                                         |
| 1980 | 1980                                        |                                             | ?                                           | ?                                           |
| 1990 | 1990                                        |                                             | ?                                           | ?                                           |
| 2000 | 2000                                        |                                             | ?                                           | ?                                           |
| 2011 | 2011                                        |                                             | 330                                         | 330                                         |
| 2024 | 2024                                        |                                             | 273                                         | 273                                         |
| Datenquelle: Historisches Gemeindeverzeichnis für Hessen: Die Bevölkerung der Gemeinden 1834 bis 1967. Wiesbaden: Hessisches Statistisches Landesamt, 1968. Weitere Quellen: LAGIS:; Stadt Eschwege; Zensus 2011 |                                             |                                             |                                             |                                             |

### Historische Religionszugehörigkeit
| Quelle: Historisches Ortslexikon |                                                                   |
| • 1865:                          | 338 evangelische (= 97,41 %), 9 katholische (= 2,59 %) Einwohner  |
| • 1961:                          | 415 evangelische (= 92,43 %), 20 katholische (= 4,45 %) Einwohner |

## Religion
Für Albungen besteht die evangelische Kirchengemeinde Albungen-Hitzerode, mit der Evangelischen Kirche Albungen. Sie besteht aus einem massiven Saalbau mit barockem Haubendachreiter und wurde im 17. Jahrhundert errichtet sowie 1890 und 1912 erneuert und 1958/59 renoviert.
Bekenntniswechsel
Der erste dokumentierte evangelische Pfarrer was Bonifatius (Pankratius) Dormann in der Zeit 1526(?)–1541.
Pfarrzugehörigkeit
Das Dorf ist zunächst nach Wettingendorf, später nach Kleinvach eingepfarrt. Im Jahr 1593 erhält Albungen eine eigene Pfarrei mit eine Filiale in Hitzelrode. Dies wird auch 1872 und 1994 noch so dokumentiert. im Jahr 1593 wurde in einem Vergleich festgehalten, dass die Dieden zum Fürstenstein abwechselnd mit den Landgrafen von Hessen den Pfarrer in Albungen präsentieren sollen und damit das Patronat innehaben.

## Politik
Für Albungen besteht ein Ortsbezirk (Gebiete der ehemaligen Gemeinde Albungen) mit Ortsbeirat und Ortsvorsteher nach der Hessischen Gemeindeordnung.
Der Ortsbeirat besteht aus fünf Mitgliedern. Bei den Kommunalwahlen in Hessen 2021 betrug die Wahlbeteiligung zum Ortsbeirat 68,24 %. Alle Kandidaten gehörten der Liste „Albunger für Albungen“ an. Der Ortsbeirat wählte Sebastian Friedrich zum Ortsvorsteher.

## Kulturdenkmäler
Siehe: Liste der Kulturdenkmäler in Albungen

## Sportvereine
Der Radfahrerverein Edelweiß Albungen 1929 e. V. und der TTC 1962 Albungen e. V. sind die beiden einzigen im Ligaspielbetrieb aktiven Vereine in Albungen. Der Radfahrerverein ist ein regionales Aushängeschild im Kunstradfahren und Radball. Im Jahr 2019 richtete der Verein einen Weltcup-Spieltag im Radball aus. Vereinsvorsitzender ist David Stübner seit 2016. Bis dahin hatte Gerd Gries, heute Ehrenvorsitzender, den Verein über 40 Jahre lang geführt.
Der TTC, der örtliche Tischtennisclub, ist der älteste eigenständige Tischtennisverein des früheren Kreises Eschwege. Seit der Gründung im Jahr 1962 durch 27 Mitglieder spielen Frauen und Männer gleichberechtigt im Club mit, die Albunger gelten im Werra-Meißner-Kreis als Pioniere des Frauen-Tischtennis. Im Jahr 2003 stieg die 1. Damenmannschaft in die Hessenliga auf – der bis heute größte Erfolg. Im Jahr 2015 wurde die 1. Damenmannschaft Fünfter bei den Deutschen Pokalmeisterschaften der Bezirksoberligisten in Gütersloh. Bei den Herren war der Aufstieg in die Verbandsliga im Jahr 2017 und der sechste Platz in dieser Klasse im Jahr 2020 der bislang größte Triumph. Vereinsvorsitzender ist Nico Beck. Ehrenpräsident ist Siegfried Furchert, der bis zum Jahr 2016 insgesamt 53 Jahre an der Spitze des Vereins gestanden hatte.
Bundesweite Bekanntheit erlangte der TTC 1962 Albungen e. V. wegen des verhältnismäßig hohen Zuschaueraufkommens bei Heimspielen der 1. Herrenmannschaft. Allein in den Jahren 2016 bis 2018 spielte der Club sechsmal vor über 100 Zuschauern und wies in diesen Jahren einen Zuschauerschnitt von bis zu 70 Besuchern pro Partie auf.

## Infrastruktur
In Albungen gibt es eine evangelische Kirche und eine evangelische Gemeindebücherei, eine Sporthalle und einen Spielplatz.